# Tattershall Castle

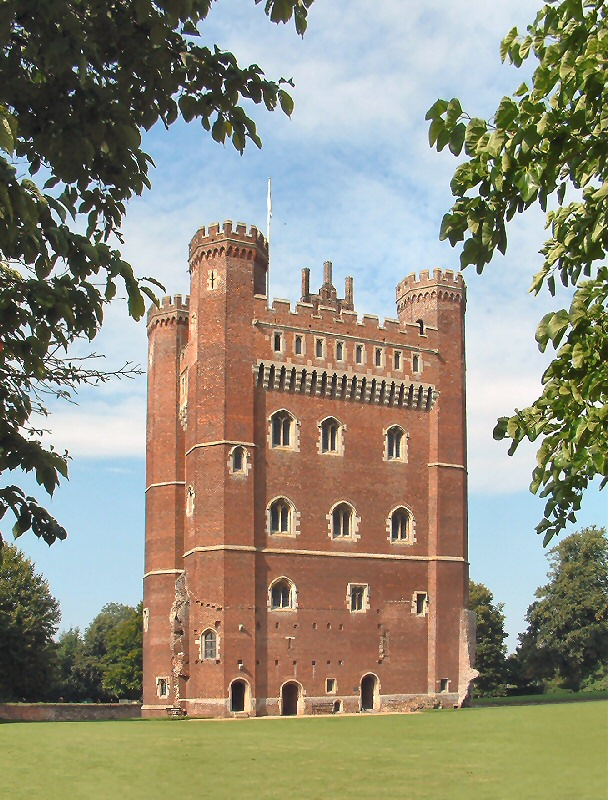
Great Tower von Tattershall Castle mit den drei separaten Eingängen

Tattershall Castle ist eine Burg im Dorf Tattershall in der englischen Grafschaft Lincolnshire, etwa 19 km nordöstlich von Sleaford. Es wird vom National Trust verwaltet.

## Geschichte
Die Ursprünge von Tattershall Castle gehen auf eine steinerne Burg oder ein befestigtes Herrenhaus zurück, das 1231 auf Geheiß von Robert de Tattershall errichtet wurde. Beim Tod von Maud de Bernake, Witwe des Ralph de Cromwell, 1. Baron Cromwell († 1397), fiel aus deren Nachlass Tattershall Castle 1419 an deren Enkel Ralph Cromwell, 3. Baron Cromwell, der 1433 zum Lord Treasurer of England aufstieg. Dieser ließ die Anlage zwischen 1430 und 1450 in Ziegelbauweise erheblich um- und ausbauen. Insbesondere der Neubau des Great Tower wurde 1434 begonnen und 1446 fertiggestellt.
Burgen aus Ziegeln sind in England weniger üblich als solche aus Stein oder Erde und Holz. Wenn man Ziegel als Baumaterial wählte, so geschah dies häufig aus ästhetischen Gründen oder, weil es gerade modern war. Der Trend zur Nutzung von Ziegeln wurde von flämischen Webern eingeführt. In der Nähe von Tattershall Castle gab es viel Naturstein, aber Cromwell entschied sich für Ziegel. Über 700.000 Ziegel wurden zum Bau der Burg benutzt, die als “das schönste Stück mittelalterlichen Ziegelbaus in England” beschrieben wurde.
Von Lord Cromwells Burg sind heute noch der 40 Meter hohe Great Tower und der Burggraben erhalten. Man nimmt an, dass die drei Paradezimmer der Burg einst wunderbar ausgestattet und die Schlafkammern mit immensen, gotischen offenen Kaminen mit dekorierten Kaminsimsen beheizt und mit Wandteppichen ausgestattet waren. Es wurde gesagt, dass die Burg ein frühes Herrenhaus gewesen sei, dass wie eine Festung aussehen sollte. Cromwell starb 1456 und die Burg fiel anfangs an seine Nichte, Joan Stanhope, wurde dann aber nach dem Tod ihres Gatten Humphry Bourchier, 1. Baron Cromwell von der Krone konfisziert. 1560 erhielt Sir Henry Sidney die Burg zurück und verkaufte sie an Lord Clinton, den späteren Earl of Lincoln. In dieser Familie blieb die Burg bis 1693. Dann fiel sie an die Familie Fortesque, wurde dann aber vernachlässigt.
Im Jahre 1910 wurde sie zum Verkauf angeboten. Ihre größten Schätze, die mittelalterlichen offenen Kamine, waren noch intakt. Als ein US-Amerikaner sie dann kaufte, wurden sie herausgerissen und für den Versand nach Amerika verpackt. Lord Curzon of Kedleston sprang kurz vor dem Abbau ein. Er kaufte die Burg und versuchte, die offenen Kamine zurückzubekommen. Nach einer landesweiten Suche wurden sie in London gefunden und zurückgebracht. Er ließ die Burg renovieren und hinterließ sie bei seinem Tod 1925 dem National Trust. Lord Curzon hatte die Restaurierungen in den Jahren 1911–1914 durchführen lassen. Tattershall Castle ist heute eine der drei wichtigsten noch erhaltenen Ziegelburgen aus der Mitte des 15. Jahrhunderts.
Die Erfahrungen mit Tattershall Castle veranlassten Lord Curzon dazu, sich für ein Gesetz zum Schutz des nationalen Erbes in Großbritannien einzusetzen. Dies wurde mit dem Ancient Monuments Consolidation and Amendment Act von 1913 realisiert.

## Konstruktion
Der Grundriss der Burg ist grob rechteckig. Sie ist von einem inneren Burggraben umschlossen, der seinerseits von einem äußeren Burggraben umgeben ist. Der innere Burghof war der der ursprünglichen Burg aus dem 13. Jahrhundert und der ursprüngliche Eingang war an der Nordseite in Richtung des westlichen Endes.
Der äußere Burghof zwischen dem äußeren und dem inneren Burggraben beherbergte die Stallungen. Im mittleren Burghof, der ursprünglich über eine Brücke vom äußeren Burghof aus zugänglich war, lagen ein Torhaus und ein Wachhaus. Heute ist die Burg über diesen mittleren Burghof zugänglich. Der innere Burggraben schließt den inneren Burghof ein, wo der Great Tower und die Küchen (heute abgerissen) lagen.

### DerGreat Tower

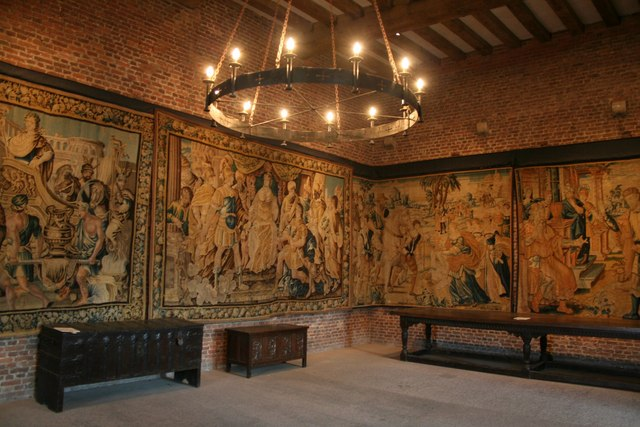
Das Innere von Tattershall Castle

Der Turm hat eine Diagonale von etwa 20 Metern. Es gibt separate Eingänge in den Keller, das Erdgeschoss (Wohnzimmer) und der Wendeltreppe zu den Obergeschossen. Dies lässt vermuten, dass Keller und Erdgeschoss als Gemeinschaftsunterkunft dienten, während die drei oberen Räume eine davon unabhängige private Wohnung waren. Der Aufbau war sehr einfach: Es gab vier Geschosse, die nach oben hin durch abnehmende Mauerdicke leicht an Nutzfläche zunahmen. An der Lage der offenen Kamine sieht man, dass die Räume nicht unterteilt werden sollten, sondern als einzelne Räume pro Stockwerk gehalten wurden. Einer der vier Ecktürme enthält die Wendeltreppe; in den anderen drei befanden sich auf jeder Ebene extra Schlafkammern.
Der Keller wurde zur Lagerung von Gewürzen und anderem Küchenbedarf genutzt. Man glaubt, dass er im Englischen Bürgerkrieg als Gefängnis diente.
Im Erdgeschoss war das Wohnzimmer; hierher kamen die Grundpächter, um ihre Grundrente zu zahlen. Heute können im Wohnzimmer standesamtliche Trauungen mit bis zu 90 Gästen durchgeführt werden.
Das erste Geschoss der Privatwohnung war der Rittersaal, in dem Gäste bewirtet wurden.
Das zweite Geschoss war der Audienzraum, in dem nur die feinsten Gäste Einlass erhielten. Ein Gang mit Ziegelgewölbe führte zu einem kleinen Warteraum vor dem Audienzraum, in dem sich heute die flämischen Bildwirkereien befinden, die Lord Curzon kaufte.
Das dritte Geschoss war wohl die private Schlafkammer, in die der Lord sich nachts zurückzog.
Über der Schlafkammer befindet sich der Dachumgang mit Zinnen, der einen guten Überblick über die Landschaft von Lincolnshire – bis nach Boston im Süden und Lincoln im Norden – bietet. die Ecktürme sind heute nicht mehr zugänglich.
Die Ziegelfundamente südlich des Great Tower, die bis in den Burggraben reichen, zeigen die Lage der Küchen aus dem 15. Jahrhundert.
Heute ist das alte Wachhaus (etwa 100 m nordöstlich des Turms) ein Andenkengeschäft und auf dem Gelände gibt es eine Reihe von Pfauen.